# 金敏姬
金敏姬（： Kim Minji；1991年7月3日—），艺名具佩琪（發音：/ˌpɛɡi ˈɡuː/ PEG-ee GOO ），韓國DJ、歌手、词曲作者和唱片制作人，目前居住在德国柏林。已经在Ninja Tune和Phonica等唱片公司发行了七张EP的她在2019年创立了個人独立唱片公司Gudu Records，并通过!k7发行了DJ-Kicks合辑DJ-Kicks：Peggy Gou。她的首张专辑I Hear You于2024年6月7日通过XL Recordings发行。

## 早年生活及教育
具佩琪本名金敏姬，1991年7月3日出生于韩国仁川市。她的父亲金昌勇曾是一名记者，现任仁济大学大众传播学教授和韩国广播委员会常务委员。
金敏姬八岁开始学习古典钢琴。14岁时，她的父母把她送到英国伦敦学习英语。18岁時的她回到了韩国，但六个月后她又回到了伦敦，在伦敦时装学院学习时尚。毕业后的金担任时尚芭莎韓國部驻伦敦特约编辑，后移居德国柏林。